# 中华人民共和国兵役法
中华人民共和国兵役法是根据《中华人民共和国宪法》制定的关于国家兵役制度，武装力量组成，公民服兵役条件、形式和期限，兵员的征集、招收和动员，公民服兵役的权利与义务以及奖惩等的法律。

## 立法
中华人民共和国成立之初，起临时宪法作用的《中国人民政治协商会议共同纲领》第23条规定“准备在适当时机实行义务兵役制”。
1953年3月23日，中共中央主席、中央人民政府主席毛泽东签署命令，成立中央人民政府人民革命军事委员会兵役法委员会，负责领导兵役法的制定工作。1954年6月7日到7月6日，中央人民政府人民革命军事委员会召开全国兵役工作会议，讨论兵役法草案，草案确定：结束志愿兵役制度，改为实行义务兵役制度，自1955年起每年征集一批义务兵，争取在3年内将部队的志愿兵轮换完毕。此次会议还研究了在兵役法公布前贯彻兵役的政策、方针、组织工作、物资保证等问题。1954年9月9日，中央人民政府政务院发布关于征集补充兵员的命令，规定了公民应征年龄和服现役期限等，这是中华人民共和国兵役制度由志愿兵役制向义务兵役制过渡的具体步骤。
1954年12月16日，国务院第三次会议通过《中华人民共和国兵役法（草案）》。1955年1月，中共中央军委发出《关于进行征集新兵的指示》，要求地方和军队做好思想政治工作，依照《中华人民共和国兵役法（草案）》试行义务兵役制，征集新兵入伍，以顶替在部队服役多年需退伍的老战士。
1955年2月7日，第一届全国人民代表大会常务委员会第五次全体会议讨论修改了《中华人民共和国兵役法（草案）》，并决定由国务院将草案发给各级人民委员会讨论并征求意见。国务院将各级人民委员会的意见汇总后，对草案又作一次修正及补充，并经1955年7月4日国务院会议第十四次全体会议通过，提请全国人民代表大会审议。
1955年7月30日，第一届全国人民代表大会第2次会议通过《中华人民共和国兵役法》。这标志着标志着中华人民共和国兵役制度走上法制化道路，也标志着义务兵役制正式施行。
1984年5月31日，第六届全国人民代表大会第2次会议通过新的《中华人民共和国兵役法》，1984年5月31日由国家主席李先念签署中华人民共和国主席令第14号公布，自1984年10月1日起施行。根据1998年12月29日第九届全国人民代表大会常务委员会第六次会议《关于修改〈中华人民共和国兵役法〉的决定》第1次修正。根据2009年8月27日第十一届全国人民代表大会常务委员会第十次会议《关于修改部分法律的决定》第2次修正。根据2011年10月29日第十一届全国人民代表大会常务委员会第23次会议《关于修改〈中华人民共和国兵役法〉的决定》第3次修正。
2021年8月20日，第十三届全国人民代表大会常务委员会第三十次会议审议通过新修订的《中华人民共和国兵役法》，由国家主席习近平签署第九十五号主席令予以公布，自2021年10月1日起施行。其中“坚持以习近平新时代中国特色社会主义思想为指导”，“贯彻习近平强军思想”，“贯彻新时代军事战略方针”列入法律，并首次明确将志願役作为主要兵源。根据预备役制度的调整，中国民兵不再纳入预备役范畴，相关规定仅在《中华人民共和国国防法》予以保留，《兵役法》相关部分则予以删除；原2011年版兵役法关于民兵的内容，改由正在制定的专门法予以规范。

## 内容
《中华人民共和国兵役法》是根据《中华人民共和国宪法》第55条“保卫祖国、抵抗侵略是中华人民共和国每一个公民的神圣职责。依照法律服兵役和参加民兵组织是中华人民共和国公民的光荣义务”和其他有关条款的规定制定。2011年修正后的现行《中华人民共和国兵役法》分为12章74条。主要内容有：
第1章　总则：确定了本法的制定根据及基本原则，包括：
- 兵役制度：“中华人民共和国实行以志愿兵役为主体的，义务兵与志愿兵相结合的兵役制度。”
- 公民服兵役条件：“中华人民共和国公民，不分民族、种族、职业、家庭出身、宗教信仰和教育程度，都有义务依照本法的规定服兵役。”“有严重生理缺陷或者严重残疾不适合服兵役的人，免服兵役。”“依照法律被剥夺政治权利的人，不得服兵役。”
- 武装力量组成：“中华人民共和国的武装力量，由中国人民解放军、中国人民武装警察部队和民兵组成。”
- 兵役分类：“兵役分为现役和预备役。在中国人民解放军服现役的称现役军人；经过登记，预编到现役部队、编入预备役部队、编入民兵组织服预备役的或者以其他形式服预备役的，称预备役人员。”并规定了现役军人和预备役人员的义务和权利。
- 勋章、奖章或者荣誉称号：“现役军人和预备役人员建立功勋的，得授予勋章、奖章或者荣誉称号。”
- 军衔制度：“中国人民解放军实行军衔制度。”
- 兵役工作：“全国的兵役工作，在国务院、中央军事委员会领导下，由国防部负责。”“各军区按照国防部赋予的任务，负责办理本区域的兵役工作。”“省军区（卫戍区、警备区）、军分区（警备区）和县、自治县、市、市辖区的人民武装部，兼各该级人民政府的兵役机关，在上级军事机关和同级人民政府领导下，负责办理本区域的兵役工作。”“机关、团体、企业事业单位和乡、民族乡、镇的人民政府，依照本法的规定完成兵役工作任务。兵役工作业务，在设有人民武装部的单位，由人民武装部办理；不设人民武装部的单位，确定一个部门办理。”[6]

第2章　平时征集：规定了平时征集的服现役的人数、要求和时间，平时征集的年龄和性别，国家实行兵役登记制度，征集期间的体格检查，应当优先履行服兵役义务，缓征条件，不征集条件。
第3章　士兵的现役和预备役：现役士兵包括义务兵役制士兵、志愿兵役制士兵，义务兵役制士兵称义务兵，志愿兵役制士兵称士官。本章规定了义务兵服现役、士官服现役的办法，士官的来源，士兵退出现役，士兵预备役的年龄和分类。
第4章　军官的现役和预备役：现役军官来源，预备役军官来源，军官服现役和服预备役的最高年龄。
第5章　军队院校从青年学生中招收的学员
第6章　民兵
第7章　预备役人员的军事训练
第8章　普通高等学校和普通高中学生的军事训练
第9章　战时兵员动员
第10章　现役军人的待遇和退出现役的安置
第11章　法律责任
第12章　附则：“本法适用于中国人民武装警察部队。”“中国人民解放军根据需要配备文职干部。本法有关军官的规定适用于文职干部。”